# Championnats d'Amérique du Sud d'athlétisme 2005
Navigation
Barquisimeto 2003 Tunja 2006
Les 43e Championnats d'Amérique du Sud d'athlétisme ont eu lieu du 21 au 24 juillet 2005 à Cali, en Colombie.

## Résultats

### Hommes
| Épreuve | Or                                                                         | Or                   | Argent                                                                                 | Argent            | Bronze                                                                               | Bronze            |
| --- | -------------------------------------------------------------------------- | -------------------- | -------------------------------------------------------------------------------------- | ----------------- | ------------------------------------------------------------------------------------ | ----------------- |
| 100 m | André Domingos Brésil                                                      | 10 s 32              | Vicente de Lima Brésil                                                                 | 10 s 37           | Heber Viera Uruguay                                                                  | 10 s 43           |
| 200 m | André Domingos Brésil                                                      | 20 s 33 (w)          | Heber Viera Uruguay                                                                    | 20 s 62 (w)       | Geronimo Goeloe Antilles néerlandaises                                               | 20 s 80 (w)       |
| 400 m | Andrés Silva Uruguay                                                       | 45 s 38              | Sanderlei Parrela Brésil                                                               | 45 s 83           | Gustavo Aguirre Argentine                                                            | 46 s 43           |
| 800 m | Fabiano Peçanha Brésil                                                     | 1 min 47 s 02        | Diego Gomes Brésil                                                                     | 1 min 48 s 30     | John Chávez Colombie                                                                 | 1 min 48 s 65     |
| 1 500 m | Fabiano Peçanha Brésil                                                     | 3 min 41 s 51        | Bayron Piedra Équateur                                                                 | 3 min 41 s 90     | Javier Carriqueo Argentine                                                           | 3 min 45 s 53     |
| 5 000 m | Bayron Piedra Équateur                                                     | 14 min 12 s 24       | Jacinto López Colombie                                                                 | 14 min 14 s 07    | Javier Carriqueo Argentine                                                           | 14 min 19 s 10    |
| 10 000 m | José Carrasco Colombie                                                     | 30 min 7 s 24        | John Cusi Pérou                                                                        | 30 min 14 s 74    | Diego Colorado Colombie                                                              | 30 min 15 s 55    |
| 3000 m steeple | Mariano Mastromarino Argentine                                             | 9 min 2 s 89         | Fernando Fernandes Brésil                                                              | 9 min 4 s 46      | Sergio Lobos Chili                                                                   | 9 min 8 s 59      |
| 110 m haies | Redelén dos Santos Brésil                                                  | 13 s 46 (w)          | Paulo Villar Colombie                                                                  | 13 s 49 (w)       | Mateus Inocêncio Brésil                                                              | 13 s 72 (w)       |
| 400 m haies | Tiago Bueno Brésil                                                         | 50 s 87              | Víctor Solarte Venezuela                                                               | 51 s 00           | Cleverson da Silva Brésil                                                            | 52 s 32           |
| Saut en hauteur | Gilmar Mayo Colombie                                                       | 2,22 m               | Erasmo Jara Argentine                                                                  | 2,19 m            | Rodrigo Santos Brésil                                                                | 2,16m             |
| Saut à la perche | Fábio Gomes da Silva Brésil                                                | 5,40 m =CR           | Javier Benítez Argentine                                                               | 5,20 m            | Germán Chiaraviglio Argentine                                                        | 5,10 m            |
| Saut en longueur | Erivaldo Vieira Brésil                                                     | 8,15 m CR            | Thiago Dias Brésil                                                                     | 7,93 m            | Esteban Copland Venezuela                                                            | 7,92 m            |
| Triple saut | Jefferson Sabino Brésil                                                    | 16,24 m              | Hugo Chila Équateur                                                                    | 15,91m            | Carlos Carabalí Colombie                                                             | 15,85 m           |
| Lancer du poids | Marco Antonio Verni Chili                                                  | 18,43 m              | Yojer Medina Venezuela                                                                 | 18,32 m           | Jhonny Rodríguez Colombie                                                            | 18,22 m           |
| Lancer du disque | Jorge Balliengo Argentine                                                  | 60,97 m CR           | Marcelo Pugliese Argentine                                                             | 56,76 m           | Ronald Julião Brésil                                                                 | 56,51 m           |
| Lancer du marteau | Juan Cerra Argentine                                                       | 72,03 m              | Wagner Domingos Brésil                                                                 | 67,33 m           | Patricio Palma Chili                                                                 | 67,10 m           |
| Lancer du javelot | Luiz da Silva Brésil                                                       | 79,44 m              | Júlio César de Oliveira Brésil                                                         | 73,60 m           | Noraldo Palacios Colombie                                                            | 73,54 m           |
| Décathlon | Jorge Naranjo Chili                                                        | 7489 pts             | Ivan da Silva Brésil                                                                   | 7437 pts          | Andrés Mantilla Colombie                                                             | 7383 pts          |
| 20 000 m marche | Jefferson Pérez Équateur                                                   | 1 h 22 min 54 s 4 CR | Rolando Saquipay Équateur                                                              | 1 h 22 min 55 s 4 | Luis Fernando López Colombie                                                         | 1 h 23 min 43 s 2 |
| 4 × 100 m | Brésil André Domingos Vicente de Lima Jorge Célio Sena José Carlos Moreira | 39 s 17              | Colombie Harlin Echavarría Eduar Mena Daniel Grueso Nicol Guillermo Navas              | 39 s 85           | Équateur Hugo Chila Andrés Gallegos Bonilla Luis Morán Oscar Mina                    | 40 s 45           |
| 4 × 400 m | Brésil Luís Ambrosio Sanderlei Parrela Thiago Chyaromont Wagner Souza      | 3 min 4 s 15         | Colombie Amílcar Torres Jhon Franklin López Javier Eduardo Mosquera Carlos Andrés Peña | 3 min 5 s 94      | Argentine Gustavo Aguirre Iván Altamirano Christian Deymonaz José Ignacio Pignatario | 3 min 8 s 61      |
| Records et Performances - AR : Record continental (area record) - CR : Record des championnats (championship record) - MR : Record du meeting (meet record) - NR : Record national (national record) - OR : Record olympique (olympic record) - PR : Record paralympique (paralympic record) - PB : Record personnel (personal best) - SB : Meilleure performance personnelle de la saison (season's best) - WL : Meilleure performance mondiale de l'année (world leader) - WJR : Record du monde junior (world junior record) - WR : Record du monde (world record) Circonstances et Conditions - DNF : N'a pas terminé (did not finish) - DNS : N'a pas pris le départ (did not start) - DQ : Disqualification (disqualification) - NM : Aucun essai valable enregistré (No Mark) - Q : Qualifié « directement » au prochain tour (ou à la prochaine compétition), lors d'une compétition majeure, grâce au classement ou à la réalisation des minima (automatic qualifier) - q : Qualifié au prochain tour (ou à la prochaine compétition), lors d'une compétition majeure, grâce au repêchage ou à la réalisation de l'une des meilleures performances parmi celles des « non qualifiés directement » (grâce au meilleur temps ou à la meilleure distance par exemple) (secondary qualifier) |                                                                            |                      |                                                                                        |                   |                                                                                      |                   |

### Femmes
| Épreuve | Or                                                                           | Or                 | Argent                                                                              | Argent             | Bronze                                                                                 | Bronze             |
| --- | ---------------------------------------------------------------------------- | ------------------ | ----------------------------------------------------------------------------------- | ------------------ | -------------------------------------------------------------------------------------- | ------------------ |
| 100 m | Lucimar de Moura Brésil                                                      | 11 s 25            | Melisa Murillo Colombie                                                             | 11 s 39            | Luciana dos Santos Brésil                                                              | 11 s 46            |
| 200 m | Lucimar de Moura Brésil                                                      | 22 s 98 (w)        | Felipa Palacios Colombie                                                            | 23 s 14 (w)        | Wilmary Álvarez Venezuela                                                              | 23 s 14 (w)        |
| 400 m | Maria Laura Almirão Brésil                                                   | 52 s 32            | Geisa Coutinho Brésil                                                               | 52 s 94            | Wilmary Álvarez Venezuela                                                              | 53 s 57            |
| 800 m | Rosibel García Colombie                                                      | 2 min 03 s 28      | Jenny Mejías Venezuela                                                              | 2 min 04 s 93      | Perla dos Santos Brésil                                                                | 2 min 06 s 04      |
| 1 500 m | Rosibel García Colombie                                                      | 4 min 29 s 63      | María Peralta Argentine                                                             | 4 min 30 s 37      | Valeria Rodríguez Argentine                                                            | 4 min 31 s 35      |
| 5 000 m | Bertha Sánchez Colombie                                                      | 16 min 47 s 03     | Lucélia Peres Brésil                                                                | 17 min 03 s 55     | Nadir Sabino Siqueira Brésil                                                           | 17 min 16 s 33     |
| 10 000 m | Bertha Sánchez Colombie                                                      | 34 min 34 s 40     | Lucélia Peres Brésil                                                                | 34 min 51 s 12     | Ruby Riativa Colombie                                                                  | 35 min 38 s 02     |
| 3000 m steeple | Patrícia Lobo Brésil                                                         | 10 min 36 s 21     | Mónica Amboya Équateur                                                              | 10 min 43 s 67     | Yolanda Caballero Colombie                                                             | 10 min 48 s 36     |
| 100 m haies | Maíla Machado Brésil                                                         | 13 s 18            | Princesa Oliveros Colombie                                                          | 13 s 51            | Brigith Merlano Colombie                                                               | 13 s 68            |
| 400 m haies | Perla dos Santos Brésil                                                      | 58 s 33            | Lucimar Teodoro Brésil                                                              | 59 s 27            | Lucy Jaramillo Équateur                                                                | 59 s 78            |
| Saut en hauteur | Caterine Ibargüen Colombie                                                   | 1,93 m CR          | Solange Witteveen Argentine                                                         | 1,88 m             | Eliana da Silva Brésil Marielys Rojas Venezuela                                        | 1,79 m             |
| Saut à la perche | Joana Costa Brésil                                                           | 4,20 m             | Fabiana Murer Brésil                                                                | 4,00 m             | Milena Agudelo Colombie                                                                | 4,00 m             |
| Saut en longueur | Luciana dos Santos Brésil                                                    | 6,39 m             | Keila Costa Brésil                                                                  | 6,32 m             | Caterine Ibargüen Colombie                                                             | 6,30 m             |
| Triple saut | Gisele de Oliveira Brésil                                                    | 13,90 m            | Keila Costa Brésil                                                                  | 13,75 m            | Caterine Ibargüen Colombie                                                             | 13,59 m            |
| Lancer du poids | Andréa Pereira Brésil                                                        | 16,60 m            | Luz Dary Castro Colombie                                                            | 16,27 m            | Rosario Ramos Venezuela                                                                | 14,67 m            |
| Lancer du disque | Luz Dary Castro Colombie                                                     | 53,49 m            | Rosario Ramos Venezuela                                                             | 52,46 m            | Renata de Figueirêdo Brésil                                                            | 51,74 m            |
| Lancer du marteau | Jennifer Dahlgren Argentine                                                  | 65,05 m CR         | Johana Moreno Colombie                                                              | 61,65 m            | Rosa Rodríguez Venezuela                                                               | 61,51 m            |
| Lancer du javelot | Alessandra Resende Brésil                                                    | 56,06 m            | Zuleima Araméndiz Colombie                                                          | 54,81 m            | Romina Maggi Argentine                                                                 | 48,76 m            |
| Heptathlon | Elizete da Silva Brésil                                                      | 5429 pts           | Andrea Bordalejo Argentine                                                          | 5249 pts           | Daniela Crespo Argentine                                                               | 5170 pts           |
| 20 000 m marche | Sandra Zapata Colombie                                                       | 1 h 40 min 54 s 20 | Tatiana Orellana Équateur                                                           | 1 h 45 min 12 s 40 | Gianetti Bonfim Brésil                                                                 | 1 h 47 min 16 s 10 |
| 4 × 100 m | Colombie Melisa Murillo Felipa Palacios Darlenys Obregón Norma González      | 43 s 17 CR         | Brésil Luciana dos Santos Lucimar de Moura Raquel Martins da Costa Thatiana Ignácio | 44 s 35            | Chili Maria José Echeverria Daniela Riderelli María Fernanda Mackenna Nicole Manriquez | 45 s 37            |
| 4 × 400 m | Brésil Amanda Fontes Dias Geisa Coutinho Maria Laura Almirão Lucimar Teodoro | 3 min 29 s 24      | Colombie María Alejandra Idrobo Rosibel García Felipa Palacios Norma González       | 3 min 36 s 95      | Chili Maria José Echeverria Daniela Riderelli María Fernanda Mackenna Nicole Manriquez | 3 min 40 s 49      |
| Records et Performances - AR : Record continental (area record) - CR : Record des championnats (championship record) - MR : Record du meeting (meet record) - NR : Record national (national record) - OR : Record olympique (olympic record) - PR : Record paralympique (paralympic record) - PB : Record personnel (personal best) - SB : Meilleure performance personnelle de la saison (season's best) - WL : Meilleure performance mondiale de l'année (world leader) - WJR : Record du monde junior (world junior record) - WR : Record du monde (world record) Circonstances et Conditions - DNF : N'a pas terminé (did not finish) - DNS : N'a pas pris le départ (did not start) - DQ : Disqualification (disqualification) - NM : Aucun essai valable enregistré (No Mark) - Q : Qualifié « directement » au prochain tour (ou à la prochaine compétition), lors d'une compétition majeure, grâce au classement ou à la réalisation des minima (automatic qualifier) - q : Qualifié au prochain tour (ou à la prochaine compétition), lors d'une compétition majeure, grâce au repêchage ou à la réalisation de l'une des meilleures performances parmi celles des « non qualifiés directement » (grâce au meilleur temps ou à la meilleure distance par exemple) (secondary qualifier) |                                                                              |                    |                                                                                     |                    |                                                                                        |                    |

## Tableau des médailles
| Rang | Nation                 | Or | Argent | Bronze | Total |
| ---- | ---------------------- | -- | ------ | ------ | ----- |
| 1    | Brésil                 | 25 | 16     | 10     | 51    |
| 2    | Colombie               | 10 | 11     | 13     | 34    |
| 3    | Argentine              | 4  | 6      | 8      | 18    |
| 4    | Équateur               | 2  | 5      | 2      | 9     |
| 5    | Chili                  | 2  | 0      | 4      | 6     |
| 6    | Uruguay                | 1  | 1      | 1      | 3     |
| 7    | Venezuela              | 0  | 4      | 6      | 10    |
| 8    | Pérou                  | 0  | 1      | 0      | 1     |
| 9    | Antilles néerlandaises | 0  | 0      | 1      | 1     |